# Karl (fornavn)
 For alternative betydninger, se Karl. (Se også artikler, som begynder med Karl)
Karl eller Carl er et drengenavn, der stammer fra oldnordisk: karl og oldhøjtysk karal, der betyder "mand".

## Europæiske varianter
Navnet forekommer over det meste af Europa i en lang række varianter, f.eks.:
- dansk, svensk, norsk og tysk: Karl
- engelsk og fransk: Charles
- spansk og portugisisk: Carlos
- italiensk: Carlo
- finsk: Kaarle
- islandsk, nederlandsk og tjekkisk: Karel
- polsk: Karol
- rumænsk: Carol
- ungarsk: Károly
- litauisk: Karolis

## Forekomst i Danmark
Navnet var tidligere meget almindeligt forekommende i Danmark, og der er stadig omkring 19.000 danskere, der ifølge Danmarks Statistik hedder enten Karl eller Carl. Karl er betegnelsen på den frie bonde, og ligesom navnene Bonde og Svend blandt de mest udbredte gammeldanske mandsnavne. Karl er ophav til stednavnene Kastrup og Karlstrup. 

## Kendte personer med navnet

### Kongelige personer
Bemærk, at man på dansk ofte bruger Karl om en kongelig person fra udlandet, der på landets eget sprog bærer et beslægtet navn.
- Karl 7., Karl 8., Karl 9., Karl 10., Karl 11., Karl 12., Karl 13., Karl 14., Karl 15. og Carl 16., svenske konger.
- Karl 1. den Store, Karl 2. den Skaldede, Karl 3. den Tykke, Karl 4., Karl 5., Karl 6., Karl 7., tysk-romerske kejsere.
- Karl 2. den Skaldede, Karl 3. den Enfoldige, Karl 4. den Smukke, Karl 5., Karl 6., Karl 7., Karl 8., Karl 9., Karl 10., franske konger.
- Karl 1., Karl 2., engelske konger, almindeligvis kaldet Charles 1. og Charles 2. også på dansk.
- Karl 1., konge over Sicilien, Neapel og Jerusalem.
- Karl 2., Karl 3., Karl 4., konger af Spanien, kaldet Carlos 2., Carlos 3. og Carlos 4. også på dansk.
- Karl 1., Karl 2., konger af Rumænien, kaldet Carol 1. og Carol 2. også på dansk.
- Karl 1., kejser af Østrig.

### Andre
- Karl Gustav Ahlefeldt, dansk skuespiller.
- Carl Aller, dansk bladudgiver.
- Carl Alstrup, dansk skuespiller og sanger.
- Karel Appel, hollandsk kunstner.
- Carl Bagger, dansk digter.
- Carl Barks, amerikansk Anders And-tegner.
- Carl Michael Bellman, svensk digter og visesanger.
- Carl Friedrich Benz, tysk ingeniør.
- Carl Bildt, svensk politiker og statsminister.
- Karl Bjarnhof, dansk forfatter og journalist.
- Carl Bloch, dansk kunstmaler.
- Carl Brisson, dansk skuespiller.
- Carl Bro, dansk civilingeniør.
- Carl Brosbøll, dansk forfatter, også kendt under pseudonymet Carit Etlar.
- Carl Brummer, dansk arkitekt
- Carl Christian Burmeister, dansk grundlæggger af Burmeister & Wain.
- Carl von Clausewitz, preussisk generalmajor, forfatter og filosof.
- Carl Th. Dreyer, dansk filminstruktør.
- Karl Dönitz, tysk storadmiral.
- Carl Ewald, dansk forfatter.
- Karl Gjellerup, dansk forfatter og modtager af Nobelprisen i litteratur.
- Carl "Skomager" Hansen, dansk fodboldspiller.
- Karl Hjortnæs, dansk politiker og minister.
- Carl Jacobsen, dansk bryggeridirektør og mæcen.
- Carl Gustav Jung, schweizisk psykiater.
- Karl Krøyer, dansk opfinder.
- Karl Lagerfeld, tysk modetegner.
- Carl Larsson, svensk billedkunstner.
- Carl Lewis, amerikansk atlet.
- Carl von Linné, svensk botaniker, læge og zoolog.
- Carl Lumbye, dansk kapelmester og musikdirektør.
- Carl Madsen, dansk jurist og politiker.
- Karl Madsen, dansk kunsthistoriker og museumsdirektør.
- Karl Malden, amerikansk skuespiller.
- Karl Marx, tysk filosof.
- Karl Otto Meyer, dansk-tysk journalist og politiker.
- Carl-Mar Møller, dansk kroppsyke-terapeut og forfatter.
- Carl Nielsen, dansk komponist.
- Carl Orff, tysk komponist.
- Carl Ottosen, dansk skuespiller, manuskriptforfatter og instruktør.
- Carl-Henning Pedersen, dansk kunstmaler.
- Karl Popper, østrigsk-britisk filosof.
- Carl Aage Præst, dansk fodboldspiller.
- Carl Scharnberg, dansk forfatter.
- Carl Schenstrøm, dansk skuespiller.
- Karl Skytte, dansk politiker, minister og folketingsformand.
- Carl Erik Soya, dansk forfatter.
- Karl Stegger, dansk skuespiller.
- Karl Toosbuy, dansk grundlægger af ECCO.
- Carl Maria von Weber, tysk komponist.
- Carl Theodor Zahle, dansk konseilspræsident/statsminister.
- Carl Zeiss, tysk fysiker.

## Navnet anvendt i fiktion
- Kasket Karl er titlen på en tegneserie skabt af Reg Smythe.
- Carl Hamilton (litterær figur) er en fiktiv person i en række romaner af Jan Guillou.
- Balladen om Carl-Henning er titlen på en film fra 1969 af Lene og Sven Grønlykke.

## Andre anvendelser
- Carlsberg er et dansk bryggeri opkaldt efter Carl Jacobsen.
- Karl Johan er det populære navn på svampen "spiselig rørhat".
- Karl Johan er navnet på Oslos hovedgade, opkaldt efter Napoleons general Bernadotte, der senere blev konge af Sverige og Norge.
- FC Carl Zeiss Jena er en tysk fodboldklub fra Jena.

## Fodnoter
1. ↑  Kristian Hald: Personnavne i Danmark – oldtiden (s. 62), Dansk historisk Fællesforenings håndbøger, København 1974